# Pendulum (альбом)
Pendulum — шостий альбом американського гурту Creedence Clearwater Revival. Записаний в листопаді 1970 року в Сан-Франциско (Каліфорнія, США).

## Список композицій
1. Pagan Baby — 6:25
2. Sailor's Lament — 3:49
3. Chameleon — 3:21
4. Have You Ever Seen the Rain? — 2:40
5. (Wish I Could) Hideaway — 3:47
6. Born to Move — 5:40
7. Hey Tonight — 2:45
8. It's Just a Thought — 3:56
9. Molina — 2:44
10. Rude Awakening, No. 2 — 6:22

## Музиканти
- Дуг Кліффорд — ударні
- Стью Кук — бас-гітара
- Джон Фогерті — соло-гітара, клавішні, саксофон, вокал (автор всіх пісень)
- Том Фогерті — ритм-гітара, бек-вокал

## Чарти
| Чарт (1970–1971)                             | Найвища позиція |
| -------------------------------------------- | --------------- |
| Australian Albums (Kent Music Report)        | 1               |
| Канада Canada Top Albums/CDs (RPM)           | 2               |
| Нідерланди Dutch Albums (MegaCharts)         | 2               |
| Німеччина German Albums (Offizielle Top 100) | 3               |
| Finnish Albums (The Official Finnish Charts) | 1               |
| Italian Albums (Musica e Dischi)             | 3               |
| Japanese Albums (Oricon)                     | 2               |
| Норвегія Norwegian Albums (VG-lista)         | 1               |
| Велика Британія UK Albums (OCC)              | 8               |
| США Billboard 200                            | 5               |
| США Top R&B/Hip-Hop Albums (Billboard)       | 28              |

| Чарт (1971)                        | Позиція |
| ---------------------------------- | ------- |
| German Albums (Offizielle Top 100) | 5       |

## Сертифікації
| Регіон                                                                                          | Сертифікація | Продажі    |
| ----------------------------------------------------------------------------------------------- | ------------ | ---------- |
| Фінляндія (IFPI Finland)                                                                        | Золотий      | 20,000     |
| США (RIAA)                                                                                      | Платиновий   | 1 000 000^ |
| *продажі, що базуються лише на сертифікаціях ^відвантаження, що базуються лише на сертифікаціях |              |            |